# Sylviane Margollé
Sylviane Margollé est une actrice française née  le 3 octobre 1950 à Paris (17e) et morte le 12 juillet 2005 à Long Island (États-Unis). 

## Biographie
Découverte à quatre ans et demi par Julien Bertheau alors qu'elle accompagnait sa sœur à un cours de danse à l'École de spectacle, Sylvie Margollé débute sur scène et au cinéma à six ans. Dans les années 1950 et 1960, elle incarne la petite fille au visage triste du cinéma et de la télévision. Elle est notamment Cosette dans l'adaptation des Misérables pour Le Théâtre de la jeunesse et Mimi dans la série à succès Le Trésor des 13 maisons, aux côtés d'Achille Zavatta.
Elle interprète également la petite Marie-Ange dite « Chipie » dans Pas de pitié pour le père Noël, une pièce radiophonique de l'émission hebdomadaire Les Maîtres du mystère, aux côtés de Marcel André, Andrée Tainsy, Claude Bertrand et Maurice Chevit.
Elle se spécialise à partir des années 1970 dans le doublage, prêtant notamment sa voix à Sissy Spacek dans Carrie au bal du diable  ou Jamie Lee Curtis dans Halloween : La Nuit des masques. À la télévision, elle double notamment Melissa Sue Anderson dans La Petite Maison dans la prairie et Cheryl Ladd dans Drôles de dames, ainsi que Candy dans l'anime Candy Candy, avant de partir aux États-Unis où elle se marie. Elle y meurt des suites d'une opération à l'âge de 54 ans, le 12 juillet 2005.

## Théâtre
- 1956 : Chatterton d'Alfred de Vigny, mise en scène Michel Bouquet, théâtre de l'Œuvre : le petit garçon
- 1963 : Divines Paroles de Ramón María del Valle-Inclán, adaptation de Robert Marrast, mise en scène Roger Blin, Odéon-Théâtre de France : la fille malade
- 1963 : Le Piéton de l'air d'Eugène Ionesco, mise en scène Jean-Louis Barrault, Odéon-Théâtre de France : la petite fille

## Filmographie

### Cinéma
- 1956 : Le Cas du docteur Laurent de Jean-Paul Le Chanois : une petite fille
- 1959 : Les Affreux de Marc Allégret
- 1961 : On a volé la mer, court métrage de Jean Salvy : Sylviane
- 1962 : Les Petits Chats de Jacques R. Villa : Sophie
- 1962 : Un singe en hiver d'Henri Verneuil : Marie Fouquet

### Télévision

#### Téléfilms
- 1959 : Le Testament du docteur Cordelier de Jean Renoir : la petite fille
- 1961 : Le Théâtre de la jeunesse : Gaspard ou le Petit Tambour de la neige de Jean-Pierre Marchand
- 1961 : Les Mystères de Paris de Marcel Cravenne : Amandine
- 1961 : Le Théâtre de la jeunesse : Cosette d'Alain Boudet (d'après Les Misérables de Victor Hugo) : Cosette
- 1963 : Le Théâtre de la jeunesse : La Case de l'oncle Tom de Jean-Christophe Averty : Éva

#### Séries télévisées
- 1961 : Le Trésor des 13 maisons de Jean Bacqué : Mimi
- 1962 : Les Cinq Dernières Minutes, épisode La Tzigane et la Dactylo de Pierre Nivollet : Martine Laroque
- 1964 : Combat !, épisode The Little Carrousel de Bernard McEveety : Claudine

## Doublage

### Cinéma
- Cindy Williams dans :
  - American Graffiti  (1973) : Laurie Henderson
  - American Graffiti, la suite (1979) : Laurie Henderson-Bolander
- Sally Field dans :
  - Norma Rae (1979) : Norma Rae
  - Le Dernier Secret du Poseidon (1979) : Celeste Whitman

- 1967 : Casino Royale : Bouton d'Or (Angela Scoular)
- 1967 : Le Voyage : Alexandra (Caren Bernsen)
- 1968 : Serafino ou l'Amour aux champs
- 1969[3] : Casanova, un adolescent à Venise : Angela (Cristina Comencini)
- 1970 : De la part des copains
- 1971 : Femmes de médecins : Sybil Carter (Kristina Holland)
- 1972 : La Fureur du dragon : Chen Ching-Hua (Nora Miao) (1er doublage)
- 1972 : Viol en première page : Maria Grazia Martini (Silvia Kramar)
- 1973 : Gretchen sans uniforme : Suzie Vehaege (Marisa Feldy)
- 1973 : Histoires scélérates
- 1974 : Parfum de femme : Sara (Agostina Belli)
- 1974 : Violence et Passion : Lietta Brumonti (Claudia Marsani)
- 1974 : Emmanuelle : Marie-Ange (Christine Boisson)
- 1975 : Lisztomania : Cosima Wagner (Veronica Quilligan)
- 1975 : Salò ou les 120 Journées de Sodome
- 1976 : L'Empire des sens : Sada Abe (Eiko Matsuda)
- 1976 : Carrie au bal du diable : Carrie (Sissy Spacek)
- 1976 : Le Dernier Nabab : Cecilia Brady (Theresa Russell)
- 1976 : Une étoile est née : elle-même (Rita Coolidge)
- 1976 : Car Wash : Mona (Tracy Reed)
- 1976 : L'Autre Côté de la violence
- 1977 : Le Prince et le Pauvre : la princesse Elizabeth dite « Bessie » (Lalla Ward)
- 1977 : Annie Hall : Allison (Carol Kane)
- 1977 : On m'appelle Dollars : Lucy (Kate Heflin)
- 1977 : L'Exorciste 2 : L'Hérétique : Regan MacNeil (Linda Blair) (1er doublage)
- 1977 : Un risque à courir : Ginny Slade (Janet du Plessis)
- 1978 : Pair et Impair : Susanna (Marisa Laurito)
- 1978 : Halloween : La Nuit des masques : Laurie Strode (Jamie Lee Curtis)
- 1978 : Furie : Cheryl (Hilary Thompson)
- 1978 : Ces garçons qui venaient du Brésil : Nancy (Linda Hayden)
- 1978 : Un mariage : Muffin Brenner (Ami Stryker)
- 1978 : American College : Katy (Karen Allen)
- 1978 : Rock'n Roll Wolf
- 1979 : Le Tambour : Maria (Katharina Thalbach)
- 1979 : Graffiti Party : Sally Jacobson (Patti D'Arbanville)
- 1979 : L'Homme en colère : Kathy, l'employée de la salle de hockey sur glace[Laquelle ?] et la jeune femme de la chambre d'hôtel[Laquelle ?]
- 1985 : Fletch aux trousses : Gail Stanwyk (Dana Wheeler-Nicholson)

### Télévision

#### Téléfilms
- 1972[4] : Un dangereux rendez-vous : Cathy Lange (Lesley Ann Warren)
- 1976 : Victoire à Entebbé : Chana Vilnofsky (Linda Blair)
- 1976 : L'Enfant bulle : Gina Biggs (Glynnis O'Connor)

#### Téléfilms d'animation
- 1973[5] : Le Comte de Monte-Cristo
- 1978[6] : La Grande Aventure de Cajou et Merlin : Angélique

#### Séries télévisées
- La Petite Maison dans la prairie : Mary Ingalls (Melissa Sue Anderson) / Carry Ingalls (Lindsay et Sidney Greenbush) saisons 1 à 5 (première voix)
- Drôles de dames :  Kris Munroe (Cheryl Ladd) - 1re voix
- Columbo : plusieurs épisodes dont Adorable mais dangereuse, Eaux troubles et Le Chant du cygne[réf. nécessaire]
- Starsky et Hutch : plusieurs épisodes[réf. nécessaire]

#### Séries d'animation
- 1966[7] : Le Fantôme de l'espace : Jeanne
- 1967[8] : Shazzan : Hélène
- 1967[9] : Mightor : Sheera
- 1975[8] : Super Inframan
- 1975[9] : Goldorak : Capella
- 1976[9] : Clue Club : 	Pierrette
- 1976-1978 : Candy Candy : Candy  - 1re voix
- 1977-1978[10] : Capitaine Caverne : Lilli
- 1978[11]  : Bajou : Cindy
- 1979-1980 : Le Tour du Monde de Lydie
- 1979 : Les Aventures de Plume d’Élan

## Vidéographie
- 2005 : Le Théâtre de la Jeunesse : Cosette d'Alain Boudet (1961) - 107 min, 1 DVD éditions Koba Film Video, série Mémoire de la télévision.